# Phan Trọng Chinh
Phan Trọng Chinh (1931 – 2014) nguyên là một tướng lĩnh của Quân lực Việt Nam Cộng hòa, cấp bậc Trung tướng. Ông xuất thân từ những khóa đầu tại trường Võ bị Liên quân do Quốc gia Việt Nam mở ra ở Cao nguyên Trung phần Việt Nam. Ra trường phục vụ trong Binh chủng Nhảy dù. Cuối năm 1960, ông tham gia cuộc đảo chính do Đại tá Nguyễn Chánh Thi cầm đầu. Cuộc đảo chính thất bại, ông bị cầm tù cho đến sau cuộc chính biến 1963, được tha và phục hồi quân ngũ. Tuy nhiên, ông bị rời khỏi Binh chủng Dù và Bộ Tổng tham mưu chuyển ông sang lãnh vực khác. Về sau, ông là người đảm trách tổng quát bộ phận đào tạo nhân sự cho Quân đội trong thời gian lâu nhất (1969 – 1974). Ông là một trong số các tướng lĩnh của Việt Nam Cộng hòa được xem là thanh liêm và trong sạch nhất.

## Tiểu sử & Binh nghiệp
Ông sinh vào tháng 2 năm 1931 trong một gia đình có truyền thống Quân nhân tại Bắc Ninh, miền Bắc Việt Nam. Thân phụ ông nguyên là sĩ quan cấp tá phục vụ trong Quân đội Pháp và Quân đội Quốc gia. Năm 1950, ông tốt nghiệp Trung học phổ thông chương trình Pháp tại Hà Nội với văn bằng Tú tài I (Part I).

### Quân đội Quốc gia Việt Nam
Cuối tháng 6 năm 1951, thi hành lệnh động viên, ông nhập ngũ vào Quân đội Quốc gia, mang số quân: 51/400.542. Theo học khóa 5 Hoàng Diệu tại trường Võ bị Liên quân Đà Lạt, khai giảng ngày 1 tháng 7 năm 1951. Ngày 24 tháng 4 năm 1952 mãn khóa tốt nghiệp với cấp bậc Thiếu úy hiện dịch. Ra trường, ông được tuyển thẳng vào đơn vị Nhảy dù với chức vụ Trung đội trưởng. Giữa năm 1953, ông được thăng cấp Trung úy, giữ chức vụ Đại đội trưởng thuộc Tiểu đoàn 3 Nhảy dù. Tháng 1 năm 1954, quyền Tiểu đoàn trưởng Tiểu đoàn 3 một thời gian ngắn.
Sau Hiệp định Genève ký kết ngày 20 tháng 7 năm 1954, ông cùng đơn vị di chuyển vào Nam. Cuối tháng 9 cùng năm ông được thăng cấp Đại úy tại nhiệm. Ngày 20 tháng 5 năm 1955, ông là sĩ quan người Việt đầu tiên chính thức làm Tiểu đoàn trưởng Tiểu đoàn 3 Nhảy Dù.

### Quân đội Việt Nam Cộng hòa
Cuối tháng 10 năm 1955, sau khi Thủ tướng Ngô Đình Diệm đổi tên Quân đội Quốc gia thành Quân đội Việt Nam Cộng hòa, ông chuyển sang phục vụ cơ cấu quân đội mới. Trung tuần tháng 8 năm 1956, ông nhận lệnh bàn giao Tiểu đoàn 3 Nhảy dù lại cho Thiếu tá Nguyễn Văn Lộc. Ngay sau đó ông được thăng cấp Thiếu tá và được cử làm Tham mưu trưởng Liên đoàn Nhảy dù do Trung tá Nguyễn Chánh Thi làm Liên đoàn trưởng.
Giữa năm 1960, ông nhận lệnh bàn giao chức vụ Tham mưu trưởng Lữ đoàn Nhảy dù. Hạ tuần tháng 10 cùng năm ông được cử làm Chỉ huy trưởng Biệt động quân thay thế Thiếu tá Lữ Đình Sơn. Ngày 11 tháng 11 năm 1960, ông tham gia cuộc đảo chính do Đại tá Nguyễn Chánh Thi cầm đầu. Cuộc đảo chính sau đó bất thành, ông bị bắt giữ và bị đưa ra xét xử tại Tòa án Mặt trận. Ngay sau đó Bộ Tổng tham mưu liền cử Đại tá Phan Đình Thứ thay ông đảm trách chức vụ Chỉ huy trương Biệt Động quân.
Tháng 7 năm 1963, Tòa án Mặt trận Sài Gòn tuyên phạt ông mức án 18 năm tù. Tháng 10 cùng năm ông bị đưa đi thọ hình ở Côn Sơn. Tuy nhiên chỉ chưa đầy một tháng sau, cuộc đảo chính 1 tháng 11 năm 1963 Tổng thống Diệm do tướng Dương Văn Minh cầm đầu thành công, ông được trả tự do về lại Quân đội và được phục hồi cấp bậc cũ. Tháng 12 cuối năm được thăng cấp Trung tá, sau đó được cử lên Cao nguyên làm Tỉnh trưởng Pleiku thay thế Trung tá Phạm Văn Út.
Sau cuộc chỉnh lý của tướng Nguyễn Khánh ở Sài Gòn ngày 30 tháng 1 năm 1964. Tháng 3 năm 1964, ông được lệnh bàn giao chức vụ Tỉnh trưởng Pleiku lại cho Phó Tỉnh trưởng Nội an Võ Văn Ba để về phục vụ tại Bộ Tổng tham mưu chờ nhận nhiệm vụ mới. Tháng 6 năm 1965, ông được thăng cấp Đại tá và được bổ nhiệm làm Tư lệnh Sư đoàn 25 Bộ binh thay thế Chuẩn tướng Nguyễn Thanh Sằng. Ngày Quân lực 19 tháng 6 năm 1966, ông được thăng cấp Chuẩn tướng tại nhiệm.
Thượng tuần tháng 1 năm 1968, ông được cử làm Tư lệnh Phó Quân đoàn III và Vùng 3 Chiến thuật, hoán chuyển nhiệm vụ với Chuẩn tướng Nguyễn Xuân Thịnh thay ông làm Tư lệnh Sư đoàn 25. Tháng 11 cùng năm, ông được thăng cấp Thiếu tướng tại nhiệm. Tháng 2 năm 1969, chuyển về Bộ Tổng tham mưu ông được bổ nhiệm làm Tổng cục trưởng Tổng cục Quân huấn thay thế Trung tướng Vĩnh Lộc. Ngày 24 tháng 4 năm 1970, Chủ tọa lễ mãn khóa 5/69 sĩ quan Nữ quân nhân và gắn cấp bậc Chuẩn úy cho Thủ khoa Đinh Thị Kim Nga. Đầu năm 1972, ông được kiêm Phụ tá Quân huấn Tổng tham mưu trưởng. Ngày Quân lực 19 tháng 6 năm 1973, ông được thăng cấp Trung tướng tại nhiệm.
Đầu năm 1974, ông được bổ nhiệm chức vụ Chỉ huy trưởng Trường Chỉ huy Tham mưu (Cơ sở của trường đặt tại khu quân sự Long bình, Biên Hòa), hoán chuyển nhiệm vụ với Trung tướng Nguyễn Bảo Trị

## Sau năm 1975
Ngày 30 tháng 4, ông cùng gia đình di tản khỏi Việt Nam. Sau đó được sang định cư tại Rockville, Tiểu bang Maryland, Hoa Kỳ.
Ngày 17 tháng 11 năm 2014, ông từ trần tại nơi định cư. Hưởng thọ 83 tuổi.

## Gia đình
- Thân phụ: Cụ Phan Trọng Vinh (1898–1952)[10]
- Thân mẫu: Hoàng Thị Lựu (1902-2001)
- Nhạc phụ: Cụ Bùi Phó Chí[11]
- Nhạc mẫu: Cụ Lê Thị Thịnh
- Bào huynh: Phan Trọng Hoan[12], Phan Trọng Thiện[13]
- Bào tỷ: Phan Thị Hiên, Phan Thị Minh
- Bào đệ: Phan Trọng Sinh[14], Phan Trọng Vĩnh
- Bào muội: Phan Thị Phụng
- Phu nhân: Bùi Thị Tỉnh

Ông bà có 8 người con (3 trai, 5 gái):
Phan Ngọc Dung, Phan Trọng Anh Vũ, Phan Ngọc Loan, Phan Anh Thư, Phan Trọng Anh Việt, Phan Anh Tú, Phan Anh Nga, Phan Trọng Anh Vũ.